# Burton Gillett
Burton F. Gillett, född 15 oktober 1891 i Elmira i delstaten New York i USA, död 28 december 1971, var en amerikansk animatör och regissör av animerade kortfilmer. Bland hans mest kända verk återfinns Oscarsvinnaren Tre små grisar från 1933, och Musse Pigg i Sing-Sing från 1930, som innebar Plutos första framträdande.

## Karriär
Under 1910- och 1920-talet jobbade för tre av den tidiga amerikanska animationens stora aktörer; William Randolph Hearsts International Film Service, John Randolph Brays Bray Studios och Max Fleischers Out of the Inkwell Films. I kölvattnet av succén med Musse Pigg sökte Walt Disney Productions sökte nya animatörer och 1929 kom även Gillett att ansluta sig. Här kom han att jobba på båda studions filmserier, förutom Musse Pigg även Silly Symphonies, där han skapade filmerna om de tre små grisarna.
1934 lämnade han Disneys studio och sökte sig istället till den mindre Van Beuren Studios. När Van Beuren lade ned sin verksamhet 1936 gick Gillett tillbaka till Disney för ett tag, och gjorde bland annat den Oscarsnominerade Jättens överman från 1938. Vid slutet av 1930-talet gjorde han även ett mindre antal film för Walter Lantz Productions, bland annat för filmserien Andy Panda, innan han drog sig tillbaka för gott.